# Namninsamlingar på Åland
De mest kända namninsamlingarna på Åland var de som skedde julhelgen 1917 och juni månad 1919. De kom till för att visa ålänningarnas vilja angående att återförenas med Sverige. Procentsatserna som har använts i dem båda har varit runt 95-96 procent. De här siffrorna använde sig både Ålandsrörelsen och svenska staten av när de skulle bevisa ålänningarnas vilja. I den första namninsamlingen bevisade Gyrid Högman redan 1981 att de var starkt överdrivna. Enligt henne skulle de snarare ha varit närmare 57 procent. På senare tid har Mats Adamczak visat att namnunderskrifterna motsvarade knappt 51 procent av ålänningarna och han har ifrågasatt om det ens var över 50 procent eftersom flera av namnen är skrivna av samma personer. 

95-96-procentsatsen från namninsamlingarna används fortfarande i olika sammanhang trots att de är grovt överdrivna. T.ex. av populärhistoriker Herman Lindqvist i sin kolumn Då höll Åland på att bli en del av Sverige  
Den 8 januari 1918 marscherade en delegation från Åland upp till kung Gustaf V i Stockholm. Delegaterna meddelade att enligt en folkomröstning ville 'nittiofem procent' av Ålands befolkning att ögruppen skulle anslutas till Sverige. 
Det finns även oklarheter med den andra namninsamlingen från sommaren 1919.